# Cauto Cristo
Cauto Cristo est une ville et une municipalité de Cuba dans la province de Granma.

## Géographie

### Situation
Cauto Cristo se trouve dans le sud-est de l'île de Cuba, dans le nord de la province de Granma et dans la plaine du río Cauto au nord de la Sierra Maestra. 
Par la route elle se trouve à 
764 km au sud-est de La Havane, 
29 km à l'est de sa capitale de province Bayamo, et 
156 km au nord-ouest de Santiago de Cuba, la principale ville du sud de l'île.

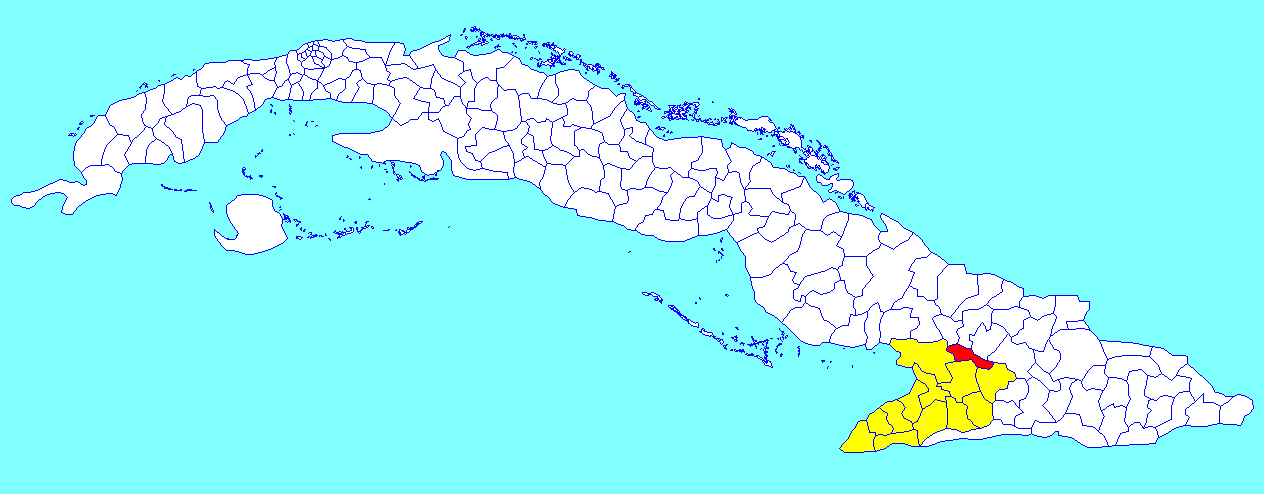
Municipalité de Cauto Cristo dans la province de Granma

### Divisions administratives
Cauto Cristo a six consejos populares :
- Cauto Cristo Este
- Cauto Cristo Oeste
- La Seis
- Papi Lastre
- Tranquera
- Babiney

## Population
En 2022 la population de la municipalité est estimée à 20 510 habitants. Pour une surface de 552,7 km2, la densité est de 37,11 habitants/km².